# 愛達荷州立大學
愛達荷州立大學（Idaho State University'，縮寫：ISU）是一所位于美國爱达荷州波卡特洛的州立大學，由愛達荷州州長弗蘭克·W·亨特簽署參議院第53號法案而成立于1901年。除去位于波卡特洛的主校區外，在梅里迪恩、爱达荷福尔斯和特溫福爾斯還有三個分校。2011年學校師生對校長亞瑟·C·瓦伊拉斯（Arthur C. Vailas）投不信任票，要求其辭職。但被後者拒絕，因而引發一系列危機。

## 外部連結
- 官方网站
- Official Idaho State Bengals website （页面存档备份，存于）
- University History Scrapbook

42°51′41″N 112°26′03″W / 42.861261°N 112.434286°W